# Another Day in Paradise
Another Day in Paradise je skladba, ki jo je posnel angleški bobnar in kantavtor Phil Collins. Skladba, ki jo je Collins ustvaril v sodelovanju s Hughom Padghamom, je bila najprej objavljena kot prvi singel s Collinsovega prvega albuma ...But Seriously (1989). Tako kot pri njegovi skladbi Man on the Corner za skupino Genesis se besedilo osredotoča na problem brezdomstva; kot taka je bila pesem bistveni odmik od plesne glasbe njegovega predhodnega albuma No Jacket Required (1985).
Collins poje pesem z vidika tretje osebe, ki opazuje gospoda pri prečkanju ulice, kako prezre brezdomko, in poslušalce nagovarja, naj si ne zatiskajo oči pred brezdomstvom, pri čemer uporabi religiozno prispodobo: »to je le še en dan zate in zame v raju«. Collins se tudi neposredno obrača na Boga, ko poje: »O Gospod, ali ni ničesar več, kar bi bilo mogoče storiti? O Gospod, zagotovo lahko kaj rečeš.«
Skladba je bila Collinsov sedmi in končni singel št. 1, zadnji singel št. 1 1980-ih let in prvi singel št. 1 1990-ih let na lestvici Billboard Hot 100. Dosegla je svetovni uspeh in končno postala ena največjih uspešnic Collinsove kariere. Collinsu in Padghamu je leta 1991 prinesla nagrado grammy za skladbo leta, najboljši moški pop vokal in najboljši glasbeni video kratkega formata. Skladba Another Day in Paradise je leta 1990 osvojila tudi nagrado British Single. Kljub nagradam, ki jih je prejela po izidu, je zaradi svoje teme vzbudila tudi nekaj nasprotovanja, glasbeni kritiki pa so jo večinoma ocenili negativno.
Skladbo sta leta 1991 Collins in David Crosby izvedla v živo na 33. podelitvi grammyjev; posnetek je bil leta 1994 objavljen na albumu Grammy's Greatest Moments Volume I. Leta 2009 je bila Collinsova različica uvrščena na 86. mesto lestvice največjih skladb vseh časov revije Billboard. Od takrat so jo izvajali številni glasbeniki, med drugim Brandy Norwood, njen brat Ray J, Jam Tronik, Axxis, Novecento in Hank Marvin.